# James Stoddard
Pour les articles homonymes, voir Stoddard.
Œuvres principales
- The High House

James Stoddard, né à Liberal dans le Kansas, est un auteur de fantasy américain. Il vit aux États-Unis, dans l'ouest du Texas. Il a enseigné l'enregistrement audio au niveau universitaire pendant de nombreuses années avant de se consacrer uniquement à l'écriture. The Perfect Day, la première nouvelle de James Stoddard à avoir été publiée, a été écrite sous le nom de James Turpin et est apparue dans Amazing Stories en 1985.
James Stoddard a remporté le prix Compton-Crook 1999 pour son roman The High House. Le livre a également été nommé pour le prix Mythopoeic du meilleur livre de fantasy pour adulte 1999, le prix Locus du meilleur premier roman 1999 et le prix Crawford (en) par the International Association of the Fantastic in the Arts. En 2018, il était l'un des cinq juges du prestigieux prix Philip-K.-Dick.

## Œuvres

### SérieEvenmere Chronicles
1. (en) The High House, 1998Prix Compton-Crook 1999
2. (en) The False House, 2000
3. (en) Evenmere, 2015

### SérieThe Animonean Chronicles
1. (en) The Back of the Beyond, 2020

### Romans indépendants
- (en) The Night Land, A Story Retold, 2011
- (en) Liberty Bell and the Last American, 2021

### Recueils de nouvelles
- (en) Evenmere Tales and other Stories, 2023Reprend l'ensemble des nouvelles ci-dessous, à l'exception de The Coasts of Hope

### Nouvelles
- (en) The Perfect Day, 1985Sous le nom de James Turpin. Parue dans Amazing Stories
- La Veillée d'astre, 2006 ((en) The Star Watch, 2002)Parue dans The Magazine of Fantasy & Science Fiction puis traduit en français et parue dans le magazine Fiction numéro 4
- (en) The Battle of York, 2004Parue dans The Magazine of Fantasy and Science Fiction
- L'Étoile qui guide toutes les barques errantes, 2009 ((en) The Star to Every Wandering Barque, 2007)Parue dans The Magazine of Fantasy and Science Fiction puis traduit en français et parue dans le magazine Fiction numéro 10
- (en) The First Editions, 2008Parue dans The Magazine of Fantasy and Science Fiction
- (en) Christmas at Hostage Canyon, 2011Parue dans The Magazine of Fantasy and Science Fiction
- (en) The Ifs of Time, 2011Parue dans The Magazine of Fantasy and Science Fiction
- (en) The Last Roadmaker, 2011
- (en) The Coasts of Hope, 2017Parue dans Galaktika (magazine hongrois), numéro 324
- (en) Day of the Shark, 2018Parue dans Tales from the Magician's Skull, numéro 2
- (en) Cage of Honor, 2020Parue dans Tales from the Magician's Skull, numéro 4
- (en) The Leechmont, 2022Parue dans le recueil de nouvelles Evenmere Tales and other Stories

## Musique
- Evenmere, 2021 (un concept album basé sur le roman The High House)